# 극단 학전
학전은 대표 김민기가 1991년에 결성한 대한민국의 극단이다.

## 주요 공연
- 뮤지컬 《지하철 1호선》
- 뮤지컬 《모스키토》
- 뮤지컬 《의형제》
- 록오페라 《개똥이》